# Maria Luisa Magagnoli
Maria Luisa Magagnoli (Genova, 17 ottobre 1948) è una scrittrice, giornalista e curatore editoriale italiana.

## Biografia
Nata a Genova, in Liguria; vive a Milano. Giornalista professionista. Attiva soprattutto nel campo dell'arte e della gastronomia. Negli anni ottanta, Magagnoli lavorò in Mondadori come curatore editoriale, collaborando alla realizzazione di opere in questi settori. Attualmente è redattore capo della rivista Antiquariato.

### Un caffè molto dolce
Un caffè molto dolce fu pubblicato, nel 1996, nella collana Varianti di Bollati Boringhieri, aggiudicandosi il Premio Berto per la migliore opera prima dell'anno, il premio selezione al Premio Rapallo, il Premio Pisa e il Premio Letterario Donna Città di Roma per l'opera prima. Un caffè molto dolce narra la ricerca dell'autrice stessa, in un'Argentina piena di italiani che non erano più tali, nel tentativo di ricostruire la vita di Severino Di Giovanni, un anarchico italiano fucilato nel 1931 a Buenos Aires, durante gli anni del regime del generale Uriburu, fino a rintracciarne la compagna, América Scarfò. Magagnoli parte per il suo viaggio dopo aver visto la fotografia dell'anarchico in un libro di storia, nel 1976, molti decenni dopo la sua condanna, e l'ossessione quasi si trasforma in una storia d' amore fra una ragazza di oggi e un uomo morto mezzo secolo prima.

### Altre opere
Nel 1999, per Marsilio, uscì il secondo romanzo di Magagnoli: Inviti del destino. Romanzo storico di ambientazione ottocentesca. Il testo non riuscì a ripetere il successo della prima opera, apparendo come un'opera irrisolta e forse anche carente di ispirazione.
Dopo queste due prove narrative, Giuseppe Leonelli della Rivista dei Libri considerava Magagnoli, insieme a Elena Ferrante e Melania Mazzucco, come uno dei migliori prospetti della letteratura italiana.

## Romanzi
- Un caffè molto dolce, Torino, Bollati Boringhieri, 1996. (Vincitore del Premio Berto)[13]
- Inviti del destino, Venezia, Marsilio, 1999.

### Edizioni straniere
- Un café muy dulce, Buenos Aires, Alfaguara, 1997. (Trad. in spagnolo di Guillermo Piro)